# Marie-Cécile Collet
Marie-Cécile Collet, var en seychellisk advokat och politiker. Hon var den första kvinnliga parlamentsledamoten i Seychellerna. 
Hon satt i parlamentet 1948–1950.